# بريم كومار (سياسي)
بريم كومار (بالإنجليزية: Prem Kumar)‏ هو سياسي هندي، ولد في 1960 في الهند. حزبياً، نشط في بهاراتيا جاناتا. وقد انتخب Member of the Bihar Legislative Assembly ‏.